# Eliane Camargo
Eliane Cristina Camargo, mais conhecida como Eliane Camargo (Londrina, 01 de março de 1965), é uma cantora, compositora, apresentadora, radialista e ex-ginasta olímpica brasileira. foi lançada no seu 1º LP como Rainha do Bailão.
Estudou Direito, mas não se formou porque se formou primeiro em Educação Física, ambos na Universidade Estadual de Londrina, onde também trabalhou como professora universitária, tem pós-graduação em Metodologia do Ensino Superior. Foi por 15 anos uma premiada ginasta olímpica, se destacando em todo o estado do Paraná, competiu no campeonato do cinquentenário da cidade de Londrina, onde foi campeã. Em meados de 1986, inciava sua carreira de apresentadora na TV Tropical de Londrina, e em 1991 lançou seu primeiro álbum de estúdio Rainha do Bailão - Vol. 1
Atualmente é apresentadora do Programa de TV Eliane Camargo, onde está no comando por 25 anos consecutivos, o programa tem a maior audiência da grade da emissora sul-mato-grossense Canal do Boi, todos os domingos chega na casa de mais de 30 milhões de brasileiros via satélite.

## Biografia
Eliane Camargo nasceu de pais músicos, seu pai, Dirceu Camargo era ferroviário e tocava saxofone, o Professor de música Pedro Romanini foi seu professor de sanfona e ela cantava nas noites em bares da cidade de Londrina, Eliane Camargo acompanhava o pai para cantar e ajudar na renda familiar. Já sua mãe, Lourdes Camargo ainda é cantora, sempre se apresentava nas principais emissoras de rádios de Londrina, sendo bastante conhecida por suas canções na região. Apesar de ter crescido ao meio da música, seu pai não queria que a filha seguisse este caminho, queria que ela fosse formada em faculdade, seguindo o sonho do pai, aos 16 anos já ingressou no curso de Educação Física, se formando 4 anos depois, aos 19 anos já era professora na Universidade Estadual de Londrina. Logo depois seguiu pós-graduação em Metodologia do Ensino Superior, e ingressou no curso de Mestrado na cidade de Ribeirão Preto SP. Eliane chegou a ter 6 empregos simultâneos. Por 15 anos, disputava em jogos abertos do Paraná, encerrou sua carreira como campeã do jogo olímpico do cinquentenário da cidade de Londrina.
Em 1986, ano do falecimento de seu pai, Eliane já arriscava a comandar semanalmente o programa Eliane e o ABC da Alegria na TV Tropical, sendo este seu primeiro trabalho na TV. Mas também já era bastante conhecida no rádio, por apresentar o programa Eliane e Você, na Rádio Cruzeiro AM, todas as manhãs das 08h até 12h. No programa Eliane e o ABC da Alegria, Eliane trabalhava com atividades físicas e pedagógicas voltadas para o público infantil. Já em seu programa do rádio, Eliane era apresentadora e cantava algumas músicas, marcando sua estréia no mundo do disco, vindo a lançar seu primeiro LP no ano de 1991 intitulado Rainha do Bailão - Vol.1, o nome do álbum levou seu apelido, como era conhecida, por cantar em bailão na região.
No ano de 1994, lança seu segundo álbum de estúdio Rainha do Bailão - Vol. 2, sendo este um dos álbuns mais bem sucedidos da carreira da cantora. Eliane, com bastante convites a show fora do Paraná, acabou se mudando para a cidade de São Paulo, onde foi ganhando mais visibilidade e mais público em outras regiões do Brasil.
Em 1997, retorna como apresentadora de televisão do Programa Eliane Camargo, onde continua no comando por 25 anos consecutivos, o programa além de ser transmitido originalmente pelo Canal do Boi, também é transmitido para outras emissoras abertas do Brasil, e pela internet no site oficial do Sistema Brasileiro do Agronegócio. Também apresenta o programa no formato de rádio, que foi distribuído para mais de 180 emissoras de rádio, em mais de 18 estados brasileiros.
Em 2003, lança seu sexto álbum de estúdio Fera Domada, sendo este o primeiro álbum da cantora disponibilizado para download digital no iTunes.
Em 2006, lança seu primeiro DVD Profissão Cantora, e seu nono álbum de estúdio Rainha do Bailão - Vol. 9.
Em 2012, lança seu décimo álbum de estúdio Eliane Camargo Vol.10.

## Carreira

### Televisão
| Programas de televisão | Programas de televisão    | Programas de televisão | Programas de televisão |
| Ano                    | Título                    | Notas                  | Emissora               |
| ---------------------- | ------------------------- | ---------------------- | ---------------------- |
| 1986-1991              | Eliane e o ABC da Alegria | Apresentadora          | TV Tropical            |
| 1997-Presente          | Programa Eliane Camargo   | Apresentadora          | Canal do Boi           |

### Rádio
| Como apresentadora no rádio | Como apresentadora no rádio            | Como apresentadora no rádio |
| Ano                         | Título                                 | Notas                       |
| --------------------------- | -------------------------------------- | --------------------------- |
| 1983                        | Eliane e Você                          | Rádio Cruzeiro AM           |
| 2006 - Presente             | Programa Eliane Camargo (versão rádio) | Várias emissoras            |

### Música
| Principais álbuns | Principais álbuns                  | Principais álbuns |
| Ano               | Álbum                              | Formato           |
| ----------------- | ---------------------------------- | ----------------- |
| 1991              | Rainha do Bailão - Vol. 1          | LP                |
| 1994              | Rainha do Bailão - Vol. 2          | LP                |
| 1996              | Eliane Camargo - Vol. 3            | LP e CD           |
| 1998              | Eliane Camargo - Vol. 4            | LP e CD           |
| 2001              | Mulher Esperta                     | CD                |
| 2003              | Fera Domada                        | CD                |
| 2007              | CD - Vol. 7                        | CD                |
| 2006              | Profissão Cantora - Vol. 8 Ao Vivo | CD e DVD          |
| 2006              | Eliane Camargo - Vol. 9            | CD                |
| 2010              | Eliane Camargo - Vol. 10           | CD                |

### Videografia
| Álbuns | Álbuns            | Álbuns      |
| Ano    | Álbum             | Formato (s) |
| ------ | ----------------- | ----------- |
| 2006   | Profissão Cantora | CD e DVD    |